# Grünlandkomplex westlich Löffelsterz
Grünlandkomplex westlich Löffelsterz este o arie protejată (arie specială de conservare — SAC, sit de importanță comunitară — SCI) din Germania întinsă pe o suprafață de 3,73 ha, integral pe uscat.

## Localizare
Centrul sitului Grünlandkomplex westlich Löffelsterz este situat la coordonatele 50°55′48″N 7°39′13″E / 50.93°N 7.6536°E.

## Înființare
Situl Grünlandkomplex westlich Löffelsterz a fost declarat sit de importanță comunitară în martie 2001 pentru a proteja un număr necunoscut de specii din flora spontană și fauna sălbatică aflate în arealul zonei. Situl a fost protejat și ca arie specială de conservare în iulie 2004.

## Biodiversitate
Situată în ecoregiunea continentală, aria protejată conține 1 habitat natural: Formațiuni ierboase bogate în specii de Nardus, dezvoltate pe substraturi silicioase în zone montane (și în zone submontane, în Europa continentală).
La baza desemnării sitului se află un număr nedeclarat de specii protejate.